# 495
| Calendário gregoriano                                                        | 495 CDXCV                       |
| Ab urbe condita                                                              | 1248                            |
| Calendário arménio                                                           | -57 – -56                       |
| Calendário bahá'í                                                            | -1349 – -1348                   |
| Calendário budista                                                           | 1039                            |
| Calendário chinês                                                            | 3191 – 3192                     |
| Calendário copta                                                             | 211 – 212                       |
| Calendário etíope                                                            | 487 – 488                       |
| Calendários hindus - Vikram Samvat - Calendário nacional indiano - Cáli Iuga | 550 – 551 416 – 417 3595 – 3596 |
| Calendário Holoceno                                                          | 10495                           |
| Calendário islâmico                                                          | 131 BH – 130 BH                 |
| Calendário judaico                                                           | 4255 – 4256                     |
| Calendário persa                                                             | 127 BP – 126 BP                 |
| Calendário rúnico                                                            | 745                             |
| Calendário solar tailandês                                                   | 1038                            |

495 (CDXCV na numeração romana) foi um ano comum do século V do Calendário Juliano, da Era de Cristo, a sua letra dominical foi A (52 semanas), teve início a um domingo e terminou também a um domingo. Segundo o horóscopo chinês, foi o ano do Porco.
| Ano completo                    |
| ------------------------------- |
| Ano comum com início ao domingo |

## Eventos

### Britânia
- Cerdico de Wessex e seu filho, Cínrico desembarcam em algum lugar na costa sul, provavelmente perto da fronteira Hampshire-Dorset. Seus seguidores estabelecem os primórdios do Reino de Wessex.

### Europa
- O Papa Gelásio I ganha o apoio dos bispos italianos, em sua afirmação de que o poder espiritual do papado é superior à autoridade temporal do imperador. Como seus predecessores, o papa se opõe aos esforços do imperador bizantino Anastácio I para estabelecer a doutrina miafisista.(Isso dá início a ascensão da Igreja Católica como grande instituição na Idade Média)